# 筷子基

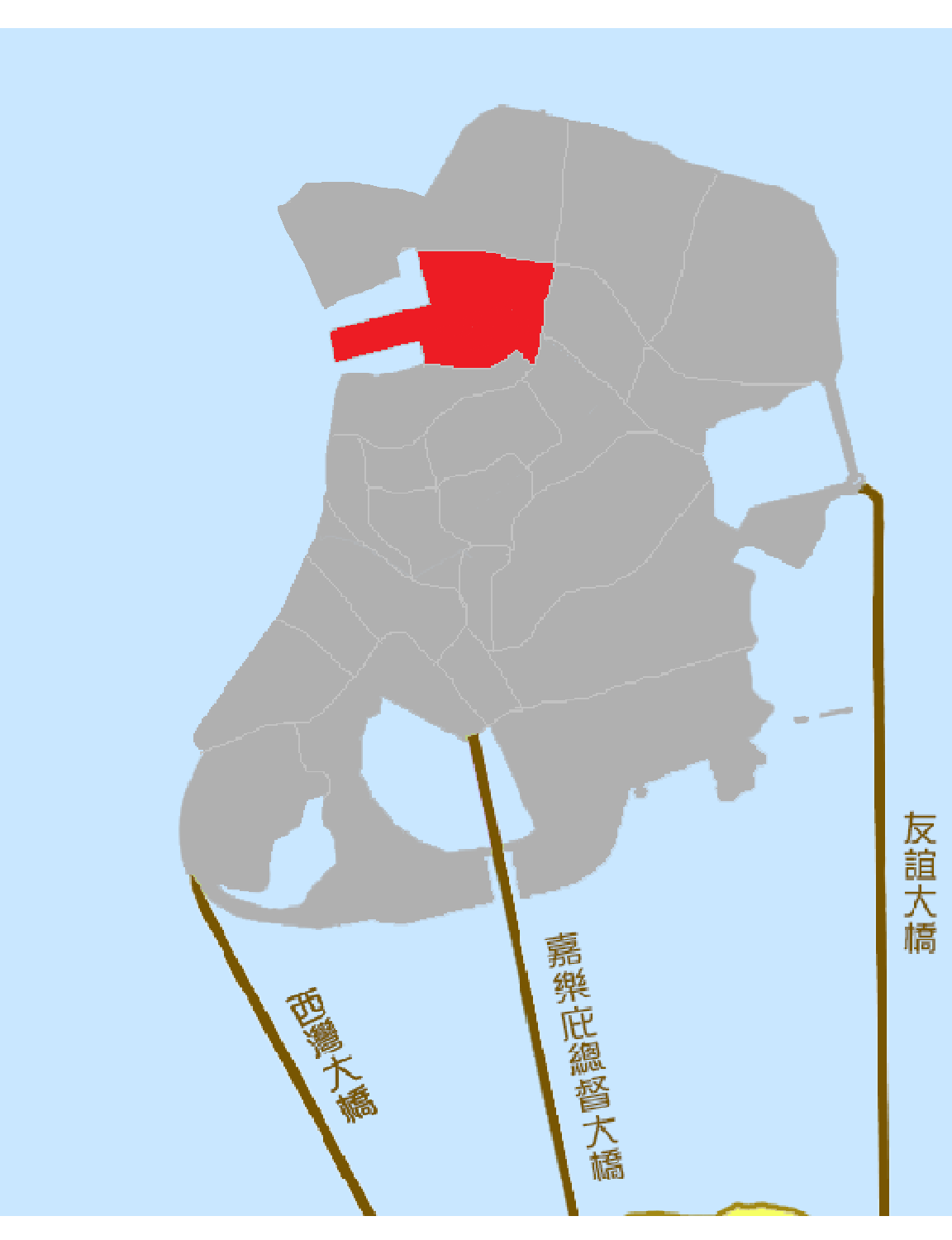
筷子基在澳門半島的位置

筷子基在澳門半島西北部半島，是多層大廈林立的基層住宅區，根據澳門區域屬花地瑪堂區。

## 歷史
筷子基原為沙洲，古時稱為「赤洲」。
- 1920年代，這裡填成狹長土地，在此地的東邊架了小橋連至白朗古將軍大馬路，南北水面分別為筷子基南灣、北灣。
- 1932年，這塊土地上面建了14座兩層的平房且分成兩排，稱為五二八坊，以紀念1926年發生的五二八革新[1]。由於平房構城的形狀好像一雙筷子，故這裡又名筷子基。
- 1940年代，筷子基東邊小橋處填平，從此和澳門半島連成一體。
- 1970年代，筷子基的東北填出了新土地，蓋了十多棟大廈。
- 1980年代，上述平民房屋相繼被拆且改建成大廈。此外，筷子基也進行了填海工程，與新橋和沙梨頭連在一起。

位於現時筷子基衛生中心位置，1990年代仍是木屋區（約於1997年完全拆卸），木屋沿河而建，而在木屋旁的木廠（截止2021年4月仍在）下方，設有一個大型去水渠，而木屋的另一旁，有一個不知名的小島（約籃球場大小），島上佈滿香蕉和芋頭，中央設有一間小茅屋，當時，從筷子基走向紅街市，並沒有直接道路，往往要繞道而行。
且現時筷子基衛生中心旁邊的一條街，有著一條街，名叫瓜菜街。是筷子基市民買菜的第二大地方（第一是紅街市）

## 區內重要設施
- 逸園賽狗場
- 筷子基活動中心

## 交通

### 公共巴士
M26 筷子基總站（Fai Chi Kei / Terminal）
路線：1A、4、32、33
M95 沙梨頭北街／筷子基北灣（Rua Norte do Patane / Bacia Norte do Patane）
路線：5X、8A、26、26A、N1A、N1B、N2
M102 船澳街（Rua da Doca Seca）
路線：71S、101X、MT4
M108 俾若翰街／綠楊花園（R. do Comandante João Belo／Edf. Lok Yeung Fa Yuen）
路線：1A、3X、5X、32、51A、101X、H2、MT4、N2
M120 筷子基街／廣大中學（Rua de Fái Chi Kei／Escola Kwong Tai）
路線：1A
M213 俾若翰街／快富樓（R. do Comandante João Belo／Edf. Fai Fu）
路線：71S、H2

## 以筷子基命名之街道或地名
- 筷子基街，葡萄牙文：：介乎俾若翰街至海邊的一條街。
- 筷子基巷，葡萄牙文：：介乎俾若翰街和筷子基街之間一段巷。
- 筷子基一街，葡萄牙文：
- 筷子基二街，葡萄牙文：
- 俾若翰街/筷子基北街，葡萄牙文：
- 高士德街/筷子基中街，葡萄牙文：：在沙梨頭南街，曾經是筷子基平民大廈內的一條街，大廈重建後今已不存。[2]
- 飛喇士街/筷子基南街，葡萄牙文：：介乎白朗古將軍大馬路至船澳街的一條街。
- 筷子基社屋，快富樓、快意樓及快達樓1及2座

## 外部連結
- 《就筷子基平民大廈保育問題文物大使協會促特府回應》 （页面存档备份，存于） - 《華僑報》二零一零年一月三日號
- 《中國建築文物、亞洲建築師會金獎作臨清拆危機》[永久] - 《葡華報》二零一零年一月廿二日號